# HD85767
HD85767 — хімічно пекулярна зоря спектрального класу
B8 й має видиму зоряну величину в смузі V приблизно  9,6.

## Пекулярний хімічний склад
Зоряна атмосфера HD85767 має підвищений вміст 
Si
.